# Tchianhoun-Cossi
Tchianhoun-Cossi ist ein Arrondissement im Département Atakora in Benin. Es ist eine Verwaltungseinheit, die der Gerichtsbarkeit der Kommune Matéri untersteht. Gemäß der Volkszählung von 2013 hatte Tchianhoun-Cossi 10.278 Einwohner, davon waren 4.987 männlich und 5.291 weiblich.